# Емельянов, Иван Васильевич
Иван Васильевич Емельянов (13.11.1880 г., Российская империя — 17.12.1945 г., США) — экономист, ученый, исследователь кооперативных организаций.

## Биография
Родился в семье священника. В 1898 году окончил Тобольскую духовную семинарию, в 1904 году физико-математический факультет Императорского Юрьевского университета, в 1907 г. экономическое отделение Политехнического института императора Александра II в Киеве. Научные труды Емельянова И. В. посвящены экономическим проблемам сельского хозяйства и сельскохозяйственной кооперации. В 1916 году Харьковский коммерческий институт пригласил его на преподавательскую деятельность. С 1916 года — заместитель председателя комитета содействия сельской кооперации в Харьковском обществе сельского хозяйства, которое возглавлялось профессором А. Н. Анцыферовым. В 1919 году выпускает книгу «Кооперация в сельском хозяйстве Соединённых Штатов» Публикует авторские статьи в энциклопедическом сборнике «Справочная книга для сельских товариществ». Крупный деятель сельскохозяйственного кооперативного образования. Его усилиями в 1921 года эмигранты-кооператоры основали первое в Восточной Европе сельскохозяйственное учебное заведение — кооперативные курсы в Праге, которые в мае 1922 года были переоформлены в полноценный вуз — Русский институт сельскохозяйственной кооперации в Праге. До середины 1927 года занимается научными исследованиями в теории кооперации. В 1923 году выходит монография И. В. Емельянова «Кооперативные организации среди земледельцев», которая легла в основу его диссертации, представленной на соискание степени Магистра Агрономии. Защита го магистерской диссертации состоялась в Праге 3 октября 1924 года. В 1927 году по приглашению Ратгерского университета И. В. Емельянов переезжает в США, где занимает должность заведующего кафедрой аграрной экономики.